# Каменополське плато
Каменополське плато — платовидна область на північному заході Болгарії, в Західніому Передбалкані, у Врачанській, Плевенській і Ловецькій областях.
Каменополське плато простягається між Карлуковською ущелиною річки Іскир на півдні і сході, а на півночі і північному — заході поступово збільшується, відповідно, до хребтів Дреновиця і Венеца. На південному заході крутосхиле, досягає долини річки Косматиця (ліва притока Іскиру), яка відокремлює його від кряжа Веслець. Його довжина з заходу на схід становить 18-20 км, а ширина — 9-10 км. Плато поступово зменшується із заходу на схід. Його найвища точка — (528 м) у західній частині, приблизно в 2 км на схід від села Горішня Бешовиця. З заходу на схід плато прорізається долиною річки Ручене (ліва притока Іскиру), що розділяє плато на дві майже рівні частини. Каменопольське плато формується з верхньої крейди деформованих глибоких карстових вапняків. Особливо виразними є карстові форми у східній частині, де поширені обриви, гроти та печери (Татарита, Самуїлиця, Гайдушка та інші).
Посередині плато розташоване село Камено-Поле і на периферії села Долішня Бешовиця, Горішня Бешовиця, Цакониця, Драшан, Бресте, Реселець і Кунино.
У південно-східній і східній частині підніжжя плато, через Карлуковську ущелину проходить ділянка маршруту залізничної лінії Софія-Горішня Оряховица-Варна.
У північно-західній частині, уздовж 11,9-кілометрів між селами Драшан і Горішня Бешовиця, перетинає ділянку дорога третього класу № 134 Бяла Слатина-Габаре-Горішня Бешовиця.

## Топографічна карта
- Аркуш карти K-34-36. Масштаб: 1 : 100 000. (рос.) Зазначити дату випуску/стану місцевості.
- Аркуш карти K-35-25. Масштаб: 1 : 100 000.